# Cymolutes lecluse
Cymolutes lecluse (Quoy & Gaimard, 1824) è un pesce di acqua salata appartenente alla famiglia Labridae.

## Distribuzione e habitat
Proviene dalle barriere coralline dell'oceano Pacifico, in particolare dalle Hawaii, dalle Seychelles, dal Kenya e dal Mozambico. Nuota in zone con fondali sabbiosi fino a 119 m di profondità.

## Descrizione
Presenta un corpo allungato, compresso lateralmente, con la testa dal profilo decisamente arrotondato. La lunghezza massima registrata pe questa specie è di 17,8 cm. 
Gli esemplari giovanili sono prevalentemente trasparenti, con qualche leggera striatura orizzontale marrone sul dorso. Gli adulti, invece, sono prevalentemente grigi, con una piccola macchia nera al centro del corpo, il ventre bianco e gli occhi giallastri. Le pinne sono bianche, la pinna dorsale e la pinna anale sono basse e lunghe, mentre la pinna caudale ha il margine dritto.

## Alimentazione
Si nutre prevalentemente di pesci ossei più piccoli.

## Conservazione
Viene raramente catturato per essere allevato in acquario, ma ciò non accade così frequentemente da minacciare davvero la specie, quindi quest'ultima viene classificata come "a rischio minimo" (LC) dalla lista rossa IUCN.